# Carlowrightia henricksonii
Carlowrightia henricksonii är en akantusväxtart som beskrevs av T.F. Daniel. Carlowrightia henricksonii ingår i släktet Carlowrightia och familjen akantusväxter. Inga underarter finns listade i Catalogue of Life.